# Agrostocrinum
Agrostocrinum, biljni rod jednosupnica iz porodice čepljezovki. Postoje dvije endemske vrste iz Zapadne Australije.
Po živortnom obliku su hemikriptofiti.

## Vrste
1. Agrostocrinum hirsutum (Lindl.) Keighery
2. Agrostocrinum scabrum (R.Br.) Baill.